# Quinarius nummus

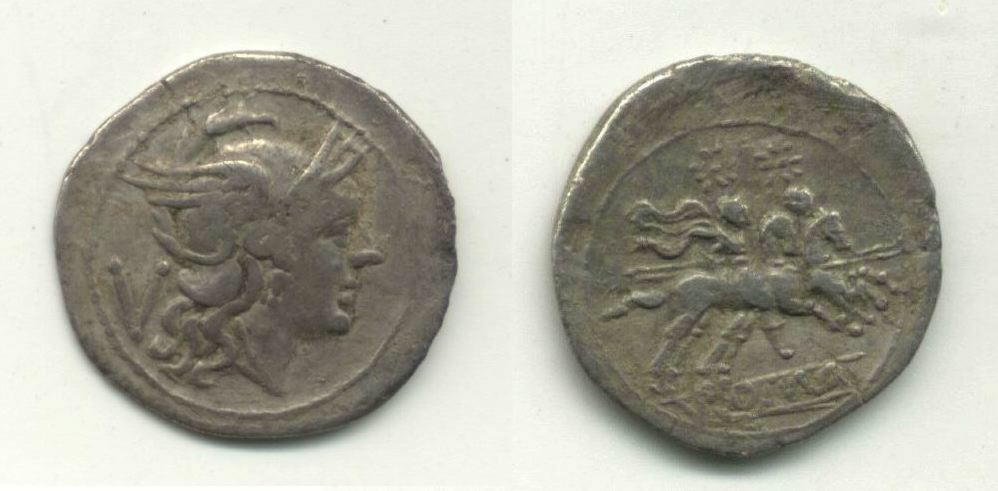
Quinarius mit Wertzahl V

Der Quinarius nummus (Silberquinar) war eine römische Münze.
211 v. Chr. wurde er als zweite Münze neben dem Denar eingeführt. Der Wert eines Silberquinars mit der Wertzahl „V“ betrug 1/2 Denar bzw. 5 Asse und nach der Umwertung des Denars um etwa 150…130 v. Chr. von 10 alten Asse auf 16 neue, leichtere Asse demnach 8 neue Asse. Tatsächlich wurde er wie der später eingeführte Goldquinar nie oft geprägt. Mit der Einführung des Victoriatus, der anfangs 7 1/2 alte Asse galt, wurde die Prägung für rund 100 Jahre gestoppt.
Erst mit dem Niedergang des Victoriatus wurde die Prägung des Silberquinars begonnen. Da er nahezu übergangslos an die Stelle des Victoriatus trat, erhielt er umgangssprachlich auch dessen Namen. Der Silberquinar wurde ausschließlich in Rom geprägt und diente wohl hauptsächlich als Münzgeschenk der Kaiser an das Volk. Unter Kaiser Trajan (um 115 n. Chr.) ist noch ein Silber-Quinar von 1,7 g Rauhgewicht bekannt. Aufgrund der galoppierenden Inflation gab es ihn ab 250 nur noch als Kleinmünze ohne Edelmetall, die bald völlig verschwand.